# Himalopsyche fasciolata
Himalopsyche fasciolata är en nattsländeart som beskrevs av Douglas E. Kimmins 1952. Himalopsyche fasciolata ingår i släktet Himalopsyche och familjen rovnattsländor. Inga underarter finns listade i Catalogue of Life.